# Ку'е
Ку'е (Куве, Кие, Коа, Кевех, Хіява, Аданава) — неохеттське царство на території сучасної Туреччини, що утворилася близько 1178 до н. е. внаслідок занепаду держави Хатті. Стало основою Кілікійського царства, що відбулося внаслідок розпаду Ассирії у 612 році до н. е.

## Назва
При родня Хіява (або Аххіява). У ассирійців або фригійців, ймовірно, мало назву Ку'е. У хурритів — Аданава за столицею царства Адана. У вавилонян — Гуме.

## Географія
Розташовувалося в південно-східному регіоні Кілікія. Омивалося Іскандерунською затокою. Межувало з Табалом на півночі, Хілакку — на північному заході, арамейськими царствами Сирії — на сході.

## Історія
З давен тут мешкало населення колишнього царства Кіззуватна, яке в подальшому опинилося у складі держави хаттів. В XII ст. до н. е. відбувається послаблення останнього, що сталося внаслідок нападу «народів моря». Одним з них були ахейці, що вдерлися до Фінікії, Палестини та півдня Хеттської держави. Одне з ахейських племен, що мало самоназву данунійці, затвердилося в південно-східній частині колишньої Кіззуватни. За плем'ям ахейців у сусідів отримало назву Аххіява (або Хіява, щоб не плутати з Аххіявою на Егейському морі). Це відбулося близько 1184 року до н. е., внаслідок чого утворилося царство Ку'е на чолі із династією, яку заснував ахейський басилевс Мопс (у лувійців — Мукса або Мукша).
У 1080-х роках до н. е. Ку'е стало укладати союзи із сусідами внаслідок виниклої загрози з боку Ассирії. Під час шостого походу ассирійського царя Тукульті-апал-Ешарри I царство Ку'е зуміло зберегтися ймовірно лише завдяки вторгненню арамеїв до Месопотамії, що відволікло Ассирію.
У 859 році до н. е. вступило в коаліцію з неохеттськими та арамейськими царствами проти ассирійського царя Шульману-ашареда III, проте у вирішальній битві 858 року до н. е. коаліція зазнала поразки. Наслідком цього було визнання зверхності Ассирії. Втім вже у 853 році до н. е. Кате, цар ку'е, брав участь у битві при Каркарі, де ассирійське військо зазнало невдачі. Наслідком цього було здобуття незалежності держав Малої Азії та Сирії.
Проте внаслідок походу 839 року до н. е. ассирійського царя Шульману-ашареда III війська Ку'е разом із союзниками зазнали поразки, в результаті чого знову опинилися під владою ассирійців. Повстання відбувалися у 834—833 і 800 роках до н. е., де Ку'е діяло проти Ассирії спільно із сусідами.
У 738 році до н. е. Ку'е долучилося до союзу з Табалом і Каркемішем. Втім союзники зазнали поразки від ассирійського царя Тіглатпаласара III У 725 році до н. е. сюди вдерся ассирійський цар Шульману-ашаред V, який завдав поразкикоаліції, до якої входило ку'е. Правитель останньої вимушений був визнати зверхність Ассирії. У 717 році до н. е. з невідомих причин Ку'е підтримало Ассирію проти коаліції на чолі із фригійським царем Мідасом III. Проте вже у 713 році до н. е. приєдналося до антиассирійської коаліції на чолі із Урарту. Внаслідок поразки Ку'е було захоплено, а царська династія повалено. Ассирійський цар Шаррукін II призначив сюди свого намісника — Ашшура-шарру-уцура. Влада Ассирії залишалася до кінця правління Сін-аххе-еріби.
Здобула незалежність після 681 року до н. е., коли Ассирія зазнала низки невдач в Аравії та Малії Азії. Втім залишалася залежною від ассирійських володарів до 612 року до н. е., коли Вавилонське і мідійське царства знищили Ассирію. Скориставшись цим вдалося захопити Хілакку, частину Табалу й Камману, утворивши Кілікійське царство.

### Царі з династії Мукса
- Кате (858—831 до н. е.)
- Кіррі (831 до н. е.—?)
- Уріккі або Варіка (738—709 до н. е.)
- Азатівада (709 до н. е.—?)
- син Аваріку (?—713 до н. е.)
- ассирійська окупація
- Сандуаррі (680—676 до н. е.)
- Санда-Шарме (679—після 669 до н. е.)

## Населення
Відбулося змешення лувійського, хеттського і ахейського населення. Останні принесли сюди мікенську культуру, що поєдналася з хеттською. Також певний вплив чинили арамеї, що підкорили Сирію. Були поширенні лувійська, фінікійська та арамейська мови. Мовами писемності були дві перші мови. Моа ахейців доволі швидко вийшла з вжитку.

## Державний устрій
На чолі стояв цар, але розмір його влади невідомий. Столицею спочатку була Атанія, а потім Аданава.

## Економіка
Експортували ліс, залізо та коней. Останні були досить відомими на Близькому Сході. Відомо, що кілікійських коней купував юдейсько-ізраїльський цар Соломон. Також вивозилася риба, розвинуте було хліборобство і суднобудування. Важливими торговельними портами були Сіс, Адана і Тарс.